# Erten Ersu
Erten Ersu (sinh ngày 21 tháng 4 năm 1994) là một cầu thủ bóng đá Thổ Nhĩ Kỳ thi đấu cho Fenerbahçe ở vị trí thủ môn.